# Stellepipona invida
Stellepipona invida är en stekelart som beskrevs av Giordani Soika 1987. Stellepipona invida ingår i släktet Stellepipona och familjen Eumenidae. Inga underarter finns listade i Catalogue of Life.